# Regat
Regat (en francès Régat) és un municipi francès situat al departament de l'Arieja i a la regió d'Occitània.